# Kavaucsi Rinko
Kavaucsi Rinko (川内倫子, Hepburn-átírás szerint Rinko Kawauchi) (Siga prefektúra, 1972.–) japán fotóművész. Jelenleg Tokióban él és dolgozik.

## Élete és munkássága
Kavaucsi Rinko középső gyerekként született, két fiútestvére van. Zárkózott kislány volt.
1991–1993 között a Kiotóban található Szeiani Képzőművészeti Főiskola hallgatója. Főiskolai évei alatt kezdett el fényképezni.
Diplomája megszerzése után egy évig egy oszakai reklámügynökség fotó részlegén dolgozott, majd Tokióba költözött, és másfél évig asszisztensként működött egy stúdió- és fényképészeti felszerelések bérlésével foglalkozó társaságnál. 1997-ben úgy döntött, hogy szabadúszó fényképészként folytatja karrierjét. Először különböző reklámügynökségeknek dolgozott, majd lassacskán egyre változatosabb munkákat ajánlottak fel neki, többek között a sajtónak is készített fényképeket.
2001-ben egyszerre három fotóalbumot is publikált (Hanako, Hanabi, Utatane), minek következtében  Japánban hamarosan nagy népszerűségre tett szert.
A Hanako ötlete egy dokumentumfilm alapján született meg, s egy Down-szindrómás fiatal nő (Hanako) hétköznapjait illusztrálja.
Második fotóalbumához, a Hanabihoz tűzijátékokat fényképezett Japán több részén.
Az Utatane banális jeleneteket mutat be pasztell színekben, mint például egy kanál tápiókát, az eget kettéhasító villámlást vagy egy ugrókötelező kislányt. A pasztell színvilág azóta Kavaucsi Rinko képeinek egyik védjegyévé vált. A szerző címválasztásában meghatározó szerepet játszott az, hogy az Utatane az éber és alvó állapot közötti átmenetet, szunyókálást jelenti.
Utatane (Szunyókálás) és Hanabi (Tűzijáték) című albumát 2002-ben kitüntették a nagy elismerésnek számító Kimura Ihei Fotográfiai Emlékdíjjal.
2002 októberében Nara Jositomo grafikusművész társaságában Afganisztánba utazott, ahol a Foil magazin No War című kiadványához készített képeket.
2004-ben közreműködött Koreeda Hirokadzu Nobody Knows című filmjének forgatásában, képeiből Every day as a child címmel könyv jelent meg.
2004 nyarán Martin Parr meghívásának köszönhetően részt vett az Arles-ban évente megrendezett Nemzetközi Fotótalálkozón. A fesztivál indította el az európai hírnév útján. 
Azóta több egyéni kiállítása volt Párizsban, Amszterdamban, Londonban, New Yorkban és Kaliforniában.
2004-ben adta ki Aila című fotóalbumát. Az Aila egy török szóból, az aile-ból származik, amely családot jelent. A fotóalbum állatokat, növényeket, embereket és tájakat bemutató képeknek a szabad asszociációjából áll, a fő témája a születés, a halál, az élet múlékonysága. Kavaucsi olyan dolgokra próbálja felhívni a figyelmet, amelyek a felületes néző számára jelentéktelennek, banálisnak tűnhetnek, holott a minket körülvevő világ fontos, szerves részét képezik.
2005-ben a párizsi Fondation Cartier-ben megrendezett nagyszabású kiállítása alkalmából adták ki Cui, Cui című fotóalbumát, 13 évig tartó fényképezés eredményét, amely Kavaucsi családját mutatja be.
Kavaucsi Rinko a japán fotóművészek közül rajong Takahasi Kjodzsi, Araki Nobujosi, Morijama Daido és Nakahira Takuma munkáiért, az európaiak közül pedig Borisz Mihajlov és Wolfgang Tillmans a kedvence. Nagy hatásssal voltak rá Josimoto Banana regényei, és a gyermekkönyveket illusztráló Szato Szatoru.
A kedvenc kamerája a Rolleiflex 6×6. Képeiben gyakran él az ellenfény által keltett hatásokkal; a felvételeit átjáró lágy, sugárzó fények tovább fokozzák a Kavaucsira oly jellemző pasztell színvilágot.

## Fotóalbumok
- Hanako, Little More, Tokió, 2001
- Hanabi, Little More, Tokió, 2001
- Utatane, Little More, Tokió, 2001
- Aila, Little More, Tokió, 2004
- Every day as a child: photographs of the film Nobody knows, Hirokazu Kore-Eda, Sony Magazines, Tokió, 2004
- the eyes, the ears, Foil, Tokió, 2005
- Cui, Cui, Foil & Fondation Cartier pour l’art contemporain/Actes Sud, 2005
- Rinko Nikki, Foil, Tokió, 2006 (Kavaucsi Rinko fényképes naplója)

## Egyéb kiadványok
- No War, Foil, Tokió, vol. 1, 2003
- ROOTS, Foil, Tokió, vol. 2, 2003
- One day, Foil, Tokió, vol. 5, 2004

## Külső hivatkozások
- Néhány kép az Aila sorozatból (California Museum of Photography)
- Rinko Diary (a napló képei + eredeti szöveg japánul) Archiválva 2015. december 23-i dátummal a Wayback Machine-ben
- www.rinkokawauchi.com/main/rinkokawauchi jp.html